# Adelaide Zoo

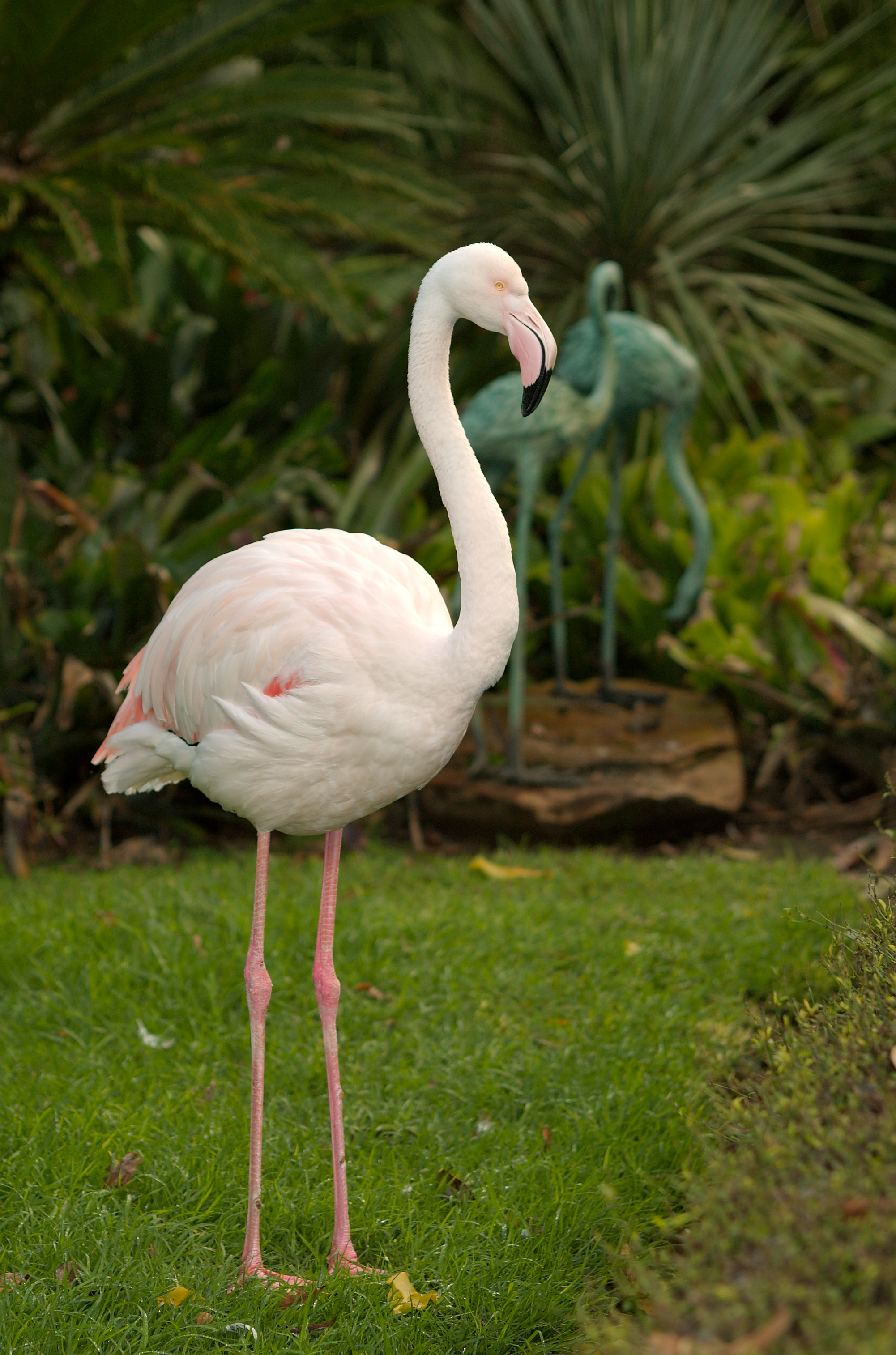
Een van de ca. 80 jaar oude flamingo's.

Adelaide Zoo is een dierentuin in de Australische stad Adelaide. Het park is de op een na oudste dierentuin van Australië en de enige grote metropooldierentuin die wordt beheerd op een non-profit basis. Het park wordt beheerd door de Royal Zoological Society of South Australia en heeft een samenwerking met Monarto Zoo. Het park beschikt over ongeveer 1800 dieren uit 300 verschillende diersoorten en beschikt over de enige twee reuzenpandas die leven in een dierentuin op het zuidelijk halfrond.
Veel gebouwen van de dierentuin zijn van architectonisch belang en zijn ook geordend als monument door de National Trust of South Australia, waaronder de hoofdentree en het oude olifantenverblijf The Elephant House. De dierentuin zelf is een grote botanische tuin en het terrein bestaat verschillende inheemse planten, waaronder een Ficus macrophylla uit 1877.

## Geschiedenis
Adelaide Zoo werd geopend in 1883 op een stuk grond van 6 hectare dat geschonken werd door de overheid afkomstig van de Botanic Gardens of Adelaide. Het park werd opgericht door de South Australian Acclimatization and Zoological Society. Adelaide Zoo was na Melbourne Zoo de tweede Australische dieretuin. 
In het midden van de twintigste eeuw raakte het park betrokken bij de uitvoer van verschillende vogels. Met name inheemse vogels werden geëxporteerd. In die tijd werd duidelijk dat Australië achter liep met de controle en toepassing van de wetgeving op de export van exotische dieren en uit noodzaak voor het behoud van de inheemse vogels werd de wet aangepast. In 1962 kwam een nieuwe directeur die werd aangesteld om de uitvoer van vogels tegen te houden. Sindsdien is de administratie geherstructureerd en is de uitvoer flink gedaald. Daarnaast had de dierentuin de publieke geloofwaardigheid en wetenschappelijke status herwonnen.
De huidige dierentuin is afgestapt van het plaatsen van dieren in verblijven met paren naar diersoort. Tegenwoordig worden verschillende diersoorten bij elkaar gezet zoals ze ook in het wild voorkomen. Hoewel sommige monumentale verblijven nog wel bewaard zijn gebleven, zoals The Elephant House, worden ze niet meer gebruikt voor het huisvesten van dieren. De meeste worden nog gebruikt als expositieruimte. Het verblijf van de flamingo's stamt uit 1885 en is het enige verblijf dat nog ligt op zijn oorspronkelijke plek. Oorspronkelijk werd het verblijf bewoond door tien flamingo's, maar de meeste flamingo's stierven door een droogte in 1915. In 1919, 1925, 1930 en 1933 kwamen er nieuwe flamingo's in het verblijf. Deze soort is de enige flamingo die in Australië in gevangenschap leeft. Tot 31 januari 2014 leefde er een flamingo die ouder was dan 80 jaar, echter was het onbekend hoe oud het dier precies was en wanneer het dier in de dierentuin zijn gekomen. Er werd aangenomen dat het dier in 1933 in de dierentuin kwam. Op 31 januari 2014 overleed de laatste van de twee oudste flamingo's, Greater. Deze flamingo kreeg een spuitje en was uiteindelijk 83 jaar oud geworden. In al die jaren was het onbekend of het dier een mannetje of een vrouwtje was.
Adelaide Zoo heeft sinds 2009 de enige twee reuzenpanda's van het zuidelijk halfrond.

## Diersoorten
Het park heeft ongeveer 1800 dieren van bijna 300 verschillende diersoorten. Adelaide Zoo omvat onder meer een reptielenhuis en een nachtdierenhuis. Een selectie van diersoorten die in Adelaide Zoo worden gehouden, is hieronder weergegeven:

### Amfibieën
- Dendrobates tinctorius
- Limnodynastes tasmaniensis
- Litoria splendida

### Vogels
- Australische pelikaan
- Australorp
- Chileense flamingo
- Gewone flamingo
- Helmkasuaris
- Langsnavelkaketoe
- Thermometervogel
- Mandarijneend
- Oranjebuikparkiet
- Zwarte kaketoe
- Zwartkopplevier

### Ongewervelden
- Anthia sexguttata
- Australische landslak
- Nephila
- Phasmatidae
- Rivierkreeften
- Roodrugspin
- Roofwantsen

### Vissen
- Chlamydogobius
- Goudvis
- Zeepaardjes

### Reptielen
- Amerikaanse alligator
- Anaconda
- Blauwtongskinken
- Macquarischildpad
- Python curtus
- Seychellenreuzenschildpad
- Stekelskinken

### Zoogdieren
- Australische springmuis
- Australische zeeleeuw
- Beermarter
- Boliviaans doodshoofdaapje
- Brillangoer
- Capibara
- Damhert
- Dwergnijlpaard
- Dwergotter
- Fennek
- Geelvoetkangoeroe
- Gewone kortneusbuideldas
- Giraffe
- Goodfellowboomkangoeroe
- Grijze suikereekhoorn
- Grote langoorbuideldas
- Grote mara
- Indische tapir
- Kangaroo Island-kangoeroe
- Kleine panda
- Koala
- Laaglandtapir
- Langoorhaasrat
- Langneuspotoroe
- Leeuw
- Maleise beer
- Mandril
- Mantelbaviaan
- Manenwolf
- Mierenegel
- Nijlpaard
- Noordelijke buidelmarter
- Oostelijke koeskoes
- Quokka
- Ringstaartmaki
- Reuzenpanda
- Rode neusbeer
- Rode reuzenkangoeroe
- Serval
- Siamang
- Spookvleermuis
- Stokstaartje
- Sumatraanse orang-oetan
- Sumatraanse tijger
- Tammarwallaby
- Tasmaanse duivel
- Witwanggibbon
- Zuidelijke breedneuswombat

## Incidenten
- In 1909 maakte The Strand Magazine (blz. 386) een verslag over een slang die een tapijt in van ongeveer 6 kilo inslikte. Het dier bleef leven en het tapijt bleef onbeschadigd in de maag totdat het 12 maanden later werd uitgespuugd. Het blad maakte een foto van het tapijt dat op dat moment ongeveer 1,5 m lang was.
- In 1985 braken twee mannen in en doodden daarbij 64 dieren.
- In oktober 2008 werd een 78-jarige bijna blinde flamingo mishandeld door een groep jongeren. Bezoekers waarschuwden het personeel hierover en vier jongeren werden voor het incident strafrechtelijk vervolgd. Het mannetje was na het incident zeer gestrest.[7]
- In 2009 ontsnapte op Moederdag de vrouwtjes orang-oetan Karta. Ze bouwde een ontsnappingsroute van plantmateriaal en ging over het schrikdraad met een stok. Het park was tijdelijk voor een deel geëvacueerd, maar na een tijdje keerde de orang-oetan zelf terug zonder enig kwaad te hebben gedaan. De orang-oetan kreeg het niet voor elkaar om over het tweede hek heen te komen.[8]